# 박석운
박석운은 한국진보연대의 공동대표이다. 비정규직 노동자 인권, 한미 FTA 반대, 박근혜 대통령 퇴진 운동, 국가정보원 대선 개입 사건 반대 운동 등을 하였다. 진보계 인사이다.